# Zophomyia varipalpis
Zophomyia varipalpis är en tvåvingeart som beskrevs av Macquart 1854. Zophomyia varipalpis ingår i släktet Zophomyia och familjen parasitflugor.
Artens utbredningsområde är Belgien. Inga underarter finns listade i Catalogue of Life.